# Emanon
Emanon est un groupe de hip-hop américain, originaire de Los Angeles, en Californie. Le groupe, composé d'Aloe Blacc et Exile, fait paraître son premier album, Imaginary Friends en 2001.

## Biographie
Le groupe se compose d'Exile et d'Aloe Blacc, et se popularise dans la scène hip-hop underground, en parallèle à leur carrière d'artistes solo. Les deux membres se consacrent au hip-hop depuis 1995. Ensemble les deux artistes publient l'EP Anon and On au label Ill Boogie Records et 2002, et The Waiting Room au label Shaman Works Recordings en 2005. Le premier album d'Exile, Dirty Science, publié le 21 mars 2006, fait participer Slum Village, Kardinal Offishall et Oh No.
En 2011, Exile annonce un nouvel album, après sa collaboration avec le rappeur Blu. Pour l'album, Exile explique que le chanteur de I Need a Dollar reviendra à ses racines de rappeur : « Aloe rappe à nouveau. » Selon lui, « c'est un peu plus sombre, et un peu plus sérieux que le dernier album. » En 2013, l'album est programmé pour une sortie au label Dirty Science. En 2015, Aloe Blacc annonce la progression du futur album du groupe, Bird's Eye View.

## Discographie

### Albums studio
- 2001 : Imaginary Friends[7]
- 2004 : The Waiting Room[7]
- 2016 : Dystopia

### Compilation
- 2001 : Steps Through Time 1997-2000

### EPs
- 1999 : Acid Nine
- 1999 : Atomic Zen (en collaboration avec Styles of Beyond)
- 2002 : Anon and On

### Singles
- 1997 : P.S.I.
- 1998 : Move Step
- 2001 : Sometimes
- 2001 : The Price
- 2002 : Emcees Like Me
- 2002 : Imagine
- 2002 : What You Live For
- 2004 : I Remember
- 2004 : Count Your Blessings
- 2006 : More Than You Know